# Ősi
Ősi is een plaats (község) en gemeente in het Hongaarse comitaat Veszprém. Ősi telt 2189 inwoners (2001). Deze gemeente staat bekend om zijn grote lakenfabriek. Deze lakenfabriek levert lakens aan heel India.